# Sophia Chikirou
Sophia Chikirou, née le 3 juin 1979 à Bonneville (Haute-Savoie), est une conseillère en communication et femme politique française.
Militante socialiste de 1997 à 2006, elle rejoint en 2007 La Gauche moderne fondé par Jean-Marie Bockel et déclare ne pas adhérer au programme présidentiel de Nicolas Sarkozy, mais soutenir sa « volonté de réforme ». Après avoir créé le cabinet de communication Médiascop en 2011, elle prend part aux différentes campagnes électorales de Jean-Luc Mélenchon. Sophia Chikirou devient lors de cette période une de ses plus proches conseillères.
Elle participe en 2017 à la création du site d'actualité Le Média et en assure la direction jusqu'à son départ en juillet 2018, dans un contexte de crise sociale, éditoriale et financière. En 2021, elle est élue au conseil régional d'Île-de-France.
Candidate de la NUPES dans la 6e circonscription de Paris lors des élections législatives de juin 2022, elle est élue dès le premier tour. Au sein de l'Assemblée nationale, elle rejoint le groupe La France insoumise. Elle est réélue, une nouvelle fois dès le premier tour, lors des élections législatives de 2024 sous l'étiquette du Nouveau Front populaire.
Le 24 septembre 2024, elle est mise en examen pour « escroquerie aggravée » et « abus de biens sociaux » dans l’affaire des comptes de campagne de Jean-Luc Mélenchon en 2017.

## Biographie

### Famille et formation
Sophia Chikirou naît le 3 juin 1979 à Bonneville en Haute-Savoie et grandit à Scionzier. Ses parents sont des Kabyles algériens. Son père, ouvrier, aujourd'hui retraité à Béjaïa en petite Kabylie, est un ancien militant de la CGT.
Elle est diplômée de l'Institut d'études politiques de Grenoble, d'études supérieures spécialisées en communication politique et sociale (2002) et titulaire d'un master 2 en ressources humaines et responsabilité sociale de l'entreprise à l'IAE Paris.

### Carrière politique

#### Parti socialiste
À l'âge de 18 ans, en 1997, Sophia Chikirou adhère au Parti socialiste (PS),. Dans les années 2000, elle est proche de Caroline Fourest et signe dans ProChoix. Elle défend des positions laïques et cible une « gauche repentante » prête à se compromettre avec les islamistes.
De 2002 à 2007, elle est assistante parlementaire du député du 20e arrondissement de Paris, Michel Charzat. Elle est membre du conseil national du PS à partir de novembre 2005, porte-parole de Laurent Fabius dans le cadre de la campagne de ce dernier pour être investi par les militants socialistes pour l'élection présidentielle de 2007. Elle fait alors la connaissance de Jean-Luc Mélenchon, un autre soutien de Laurent Fabius.
Soutenue par Michel Charzat, qui lui-même ne peut pas se représenter du fait des cumuls des mandats, elle est candidate à l'investiture des militants du Parti socialiste pour la 21e circonscription de Paris pour les élections législatives. Elle annonce le 11 juillet 2006 le maintien de sa candidature, malgré la désignation ce même jour de George Pau-Langevin, ancienne présidente du Mouvement contre le racisme et pour l'amitié entre les peuples (MRAP), justifiée par le Bureau national du Parti socialiste au nom de la représentation à l'Assemblée nationale des Antillais vivant en métropole. Michel Charzat décide alors de se présenter lui-même en candidat dissident, Sophia Chikirou est sa suppléante. Après une campagne difficile, ils sont battus et exclus du Parti socialiste.

#### La Gauche moderne
En novembre 2007, elle rejoint le mouvement La Gauche moderne, fondé par Jean-Marie Bockel, alors secrétaire d'État dans le deuxième gouvernement François Fillon, à la suite de l'ouverture à gauche voulue par Nicolas Sarkozy. Elle explique qu'elle « n'adhère pas au programme présidentiel mais soutient la volonté de réforme de Nicolas Sarkozy » et qu'elle avait « compris qu'il [Nicolas Sarkozy] avait gagné le jour où il a parlé d'un ministère de l'Identité nationale. Cette question de l'identité est centrale, il fallait l'affronter ».
Elle tente, sans succès, d'obtenir le soutien de l'UMP pour se présenter comme tête de liste de La Gauche moderne aux élections municipales de 2008.

#### Assistante parlementaire de Jean-Luc Mélenchon
Selon L'Obs, Sophia Chikirou aurait été brièvement et à deux reprises l'assistante parlementaire de Jean-Luc Mélenchon fin 2010.

#### Conseillère en communication
En 2013, Sophia Chikirou et l'agence Mediascop s'impliquent au titre d'action militante dans la communication de l'ancien trader Jérôme Kerviel,.
En 2014, elle participe à des campagnes politiques en particulier en Équateur où elle suit une campagne du gouvernement contre la compagnie pétrolière américaine Chevron accusée de pollution dans la forêt amazonienne. Jean-Luc Mélenchon se rend aussi en Équateur pour suivre cette campagne internationale.
Au printemps 2016, elle observe sur le terrain la campagne de Bernie Sanders pour les primaires présidentielles du Parti démocrate américain. Elle en retient la stratégie de contournement des médias traditionnels en développant la communication sur les réseaux sociaux, thème repris lors de la campagne présidentielle de Jean-Luc Mélenchon dont elle est directrice de la communication. Elle initie la création du site Internet du candidat, L'Avenir en commun,.
Selon Le Monde, ces déplacements à l'étranger (Équateur en 2013, États-Unis et Espagne en 2016, Mexique en 2018) sont financés avec un contrat de 14 000 euros signé entre Mediascop et le député européen Jean-Luc Mélenchon, payés sur son enveloppe parlementaire. De plus, deux virements pour un total de 12 900 euros sont versés sur les comptes de Sophia Chikirou et de Mediascop par l’association Politique à gauche qui a pour objectif « la promotion et diffusion par tous les moyens des idées (…) de Jean-Luc Mélenchon ». Le premier virement de 8 400 euros est demandé par Jean-Luc Mélenchon afin de pallier le retard du versement des fonds issus de son enveloppe parlementaire. En 2023, cette avance de trésorerie n'est pas remboursée. Le deuxième virement de 4 500 euros, sur le compte de madame Chikirou, devait permettre la rédaction d’un livre sur la campagne de Bernie Sanders aux États-Unis, le projet est abandonné mais sans remboursement de cette somme à la date de septembre 2023.
En juillet 2018, Sophia Chikirou quitte son poste de présidente de l'entreprise de presse et directrice de la publication du site d'actualité Le Média qu'elle a contribué à fonder à l'automne 2017 pour redevenir conseillère communication de Jean-Luc Mélenchon pendant la campagne des élections européennes de 2019, poste qu'elle occupait déjà lors de l'élection présidentielle de 2017. Elle est chargée d'une mission de contact permanent avec le mouvement politique espagnol Podemos. Sophia Chikirou reste alors néanmoins présidente de la société de production audiovisuelle du site Le Média.

#### Élections régionales de 2021 en Île-de-France
Sophia Chikirou est tête de liste à Paris pour la liste menée par Clémentine Autain lors des élections régionales en juin 2021. Sa liste obtient dans le département 11,74 % des suffrages exprimés, en cinquième position. Lors du second tour, elle est candidate en troisième position en Essonne sur la liste d'union de la gauche menée par Julien Bayou, où la liste obtient 33,06 % et six élus au sein du conseil régional, dont Sophia Chikirou.

#### Élections législatives de 2022
Sophia Chikirou se présente aux élections législatives 2022 dans la sixième circonscription de Paris investie par la Nouvelle Union populaire écologique et sociale (NUPES). Cette circonscription couvre une partie du 11e arrondissement et 20e arrondissement de Paris. Sophia Chikirou est élue députée dès le premier tour le 12 juin avec 53,74 % des suffrages exprimés,,. Faisant partie des quinze candidats aux élections à avoir dépassé 50 % au 1er tour, elle a obtenu un des meilleurs scores de son parti.

#### Élections législatives de 2024
Investie par le Nouveau Front populaire lors des élections législatives 2024 dans la sixième circonscription de Paris, elle est élue au 1er tour avec 58,19%.
Elle a pour suppléante, comme en 2022, l'actrice, réalisatrice et assistante parlementaire Sophie de La Rochefoucauld.

#### Assemblée nationale
À l'Assemblée nationale, Sophia Chikirou siège au sein de la Commission des Affaires économiques. Avec le député Charles Rodwell (Renaissance), elle est désignée rapporteur d'une mission sur les dispositifs de soutien à l’export et l’attractivité économique.
Au sein du groupe La France insoumise, Sophia Chikirou est considérée comme très influente,.

### Carrière dans les médias

#### Mediascop - L'Internationale
Sophia Chikirou fonde en juillet 2011 la société de conseil en communication Mediascop, associée avec Arnauld Champremier-Trigano et Alban Fischer. Devenue proche de Jean-Luc Mélenchon en 2008, elle participe à sa campagne présidentielle de 2012, la société Mediascop assurant l'ensemble de la communication de cette campagne.
En 2013, ses deux associés dans Mediascop cèdent leurs parts à Sophia Chikirou qui devient ainsi la seule propriétaire. En 2016, Mediascop est prestataire de services pour Jean-Luc Mélenchon alors député européen. Puis Sophia Chikirou est « directrice de la communication » de l'équipe de campagne de Jean-Luc Mélenchon lors de l'élection présidentielle de 2017.
Mediascop change de statut, en 2017, en devenant une société par actions simplifiée à associé unique (SASU) en remplacement de la société coopérative initiale. Le nouveau statut permet à Sophia Chikirou de recevoir une rémunération en dividende. Ainsi Sophia Chikirou s'octroie un salaire de 6 750 euros et se verse 64 000 euros de dividendes pour l’année 2016. Par ailleurs, ce changement de statut permet légalement à Mediascop de ne pas publier ses comptes pour 2017.
La société Mediascop est rebaptisée L’Internationale. En 2022, il est facturé 844 636 euros de prestations à l’association de financement de la campagne présidentielle du candidat Jean-Luc Mélenchon.
Sophia Chikirou est mise en examen pour « escroquerie aggravée » et «  abus de biens sociaux » en septembre 2024.

#### Le Média
Sophia Chikirou fonde, avec Sébastien Vilgrain, Henri Poulain et Gérard Miller, Le Média, média en ligne dit « alternatif », consistant notamment en la création et la diffusion d'un journal télévisé, lancé le 15 janvier 2018. Après six mois de présidence, elle démissionne pour s'investir dans la campagne européenne du parti Podemos et garantir ainsi « l'indépendance » de la rédaction. Pour Aude Lancelin, nouvelle responsable du Média depuis le 10 juillet 2018, Sophia Chikirou « a été chassée par les salariés », qui ne supportaient plus son management brutal.
La présidence de Sophia Chikirou a fait l'objet de nombreuses critiques en interne au niveau de la gouvernance et de la gestion financière. Sophia Chikirou est favorable à un modèle économique avec une « diversification » des revenus notamment l'insertion de publicités d’annonceurs sélectionnés. Cette stratégie suscite des réticences de certains journalistes, notamment Aude Lancelin.
Depuis son premier journal télévisé, Le Média a été marqué par plusieurs départs notamment en raison de désaccords sur le traitement du conflit syrien.

#### BFM TV
En juillet 2019, BFM TV annonce que Sophia Chikirou interviendra une fois par semaine dans l'émission 19H Ruth Elkrief pour débattre pendant 12 min au nom de La France insoumise face à Alain Duhamel, comme d'autres personnalités telles qu'Aurélie Filippetti et Natacha Polony. Contrairement à ce qui est annoncé par L'Obs, Marc-Olivier Fogiel, directeur de la chaîne d'info, précise qu'elle ne sera ni éditorialiste ni chroniqueuse. Elle ne sera pas salariée et aucune rémunération n'est prévue à ce stade.

## Polémiques

### Syrie
Le soutien de Sophia Chikirou au journaliste Claude El Khal et sa prise de position, refusant de montrer des images de la bataille de la Ghouta orientale en Syrie, lui valent diverses critiques pour cette « ligne éditoriale que de nombreux journalistes ont jugée insultante pour les reporters de guerre qui risquent leur vie pour obtenir des clichés sourcés », si bien que l'AFP a publié une tribune pour contredire l'affirmation selon laquelle les images ne pourraient pas être vérifiées. Cette polémique permet à Antoine Hasday, journaliste de Slate, d'affirmer que même les sources des ONG ne semblent pas suffire à convaincre Sophia Chikirou et qu'il « y a une différence fondamentale entre un doute raisonnable et une logique hypercritique qui n’est qu'un sophisme permettant d'entretenir la confusion sur des faits avérés. Celui du Média sur la Syrie s'apparente à la seconde catégorie. »

### Harcèlement moral au sein du Parti de gauche
En février 2017, la militante féministe Fatima Benomar publie un témoignage sur son blog mettant en cause Sophia Chikirou dans une campagne de harcèlement moral interne au sein du Parti de gauche, dont elle réitère la dénonciation le 22 mai 2022 sur France Culture, dans l'émission Signes des temps de Marc Weitzmann.
En septembre 2022, le magazine Marianne évoque l'affaire Benomar dans un article de Laurent Valdiguié :

« En témoigne l’épisode raconté dans un long article de blog par une militante féministe, Fatima Benomar. Lors de la campagne de 2012, brusquement et sans raison, celle-ci se retrouve exclue des actions militantes du parti. […] En 2015, alors que Fatima Benomar écrit un long mail à l’équipe de campagne pour protester, Sophia Chikirou lui répond par un message cinglant : "Pauvre fille… ne t’avise plus de m’écrire. Servir d’objet sexuel ne te donne aucun droit". »

### Méthodes managériales au sein du site Le Média
En février 2018, la journaliste limogée Aude Rossigneux accuse Le Média d'une éviction et d'un management brutal,,.
En juillet 2018, un article de Mediapart décrit une situation de crise au Média, où une pétition se montait contre Sophia Chikirou, avant qu'elle démissionne, dénonçant ses méthodes managériales et son autoritarisme,.

#### Homophobie
Un reportage du magazine Complément d'enquête du 5 octobre 2023 relate ses propos de 2018 contre des journalistes du Média, qu'elle avait traités de « tafioles de merde ». Interrogée par Jean-Jacques Bourdin le 29 septembre, Mathilde Panot, présidente du groupe parlementaire LFI, juge que « tafiole est un mot homophobe », mais qu'« il n'y a jamais eu un propos homophobe de la part de madame Chikirou ou de n'importe qui ! Il n’y a pas d’homophobie dans mon groupe ». L'association SOS homophobie quant à elle, déclare à ce sujet le 3 octobre : « Si ces propos sont confirmés, ils doivent être condamnés avec clarté au plus haut niveau du parti politique de Sophia Chikirou et des sanctions fermes doivent être décidées ».

### Journalistes agressés par des Gilets jaunes
Le 27 novembre 2018, Sophia Chikirou déclenche une polémique en publiant un post sur son compte Facebook à propos des journalistes agressés par des Gilets jaunes : « Je ne parviens pas à ressentir de compassion sincère pour ces journalistes. Leur niveau de corruption mentale, leurs mensonges et la désinformation qu'ils nous imposent, sont autant d'éléments qui justifient la colère. Et pour s'informer désormais, les réseaux sociaux sont plus sûrs. […] Évitons de donner le prétexte aux journalistes de se victimiser. Ne les lynchez pas : ne leur parlez pas, ne les lisez pas et ne les regardez pas »,.

### Cumul des mandats
Sophia Chikirou est élue à la fois à l’Assemblée nationale et au conseil régional d’Île-de-France, bien qu'ayant signé une charte en 2021 qui l'engage à ne pas cumuler ces deux mandats. Comme Paul Vannier, elle met en avant la nécessité de garder un groupe Insoumis au conseil régional pour justifier ce cumul,.

### Attaques personnelles à l’encontre de Fabien Roussel
En septembre 2023, elle partage sur son compte Facebook un post du journaliste Daniel Schneidermann comparant la forme des discours de Fabien Roussel à ceux de Jacques Doriot ou Marcel Déat, des vichystes, déclenchant ainsi la consternation au sein de la Nupes, y compris à LFI. Ce « concert de critiques » au sein de la gauche et des écologistes n’est pas freiné par le fait que Sophia Chikirou soit alors soutenue par Jean-Luc Mélenchon,.
En mai 2025, à la suite de la sortie du livre La Meute, Fabien Roussel dénonce le manque de « démocratie à l'intérieur » de La France insoumise, la comparant à « une secte sous l'emprise d'un couple, celui de Jean-Luc Mélenchon et de sa compagne Sophia Chikirou ».

### Hommage au chef du Hamas
En août 2024, plusieurs députés du Parti socialiste reprochent à Chikirou d'avoir partagé sur son compte Instagram personnel un hommage à Ismaël Haniyeh, le chef du Hamas tué à Téhéran. L'Union des étudiants juifs de France annonce porter plainte pour apologie du terrorisme. Sophia Chikirou réfute ces accusations, dénonce l'attaque du 7 octobre 2023 et indique : « Je ne soutiens pas le Hamas, ni sa branche politique élue à Gaza dont je ne partage en rien le projet islamiste. »

### Participation à une marche pro-Poutine
Le 8 mai 2025, la députée LFI Sophia Chikirou participe à la « marche du régiment immortel », un événement présenté comme une commémoration de la victoire sur le nazisme. Cette manifestation, organisée à Paris, rassemblait principalement des militants pro-Poutine et portait un discours critique envers l’OTAN et l’Union européenne. Interrogée par Le Canard enchaîné, Chikirou a déclaré avoir été invitée par un mouvement pour la paix et a justifié sa présence par un hommage aux combattants de la Seconde Guerre mondiale. Sur place, elle qualifie de « provocation » le projet d’adhésion de l’Ukraine à l’UE et à l’OTAN.

## Affaires judiciaires

### Le Média
En 2018, juste avant son départ du Média, Sophia Chikirou a procédé à deux paiements, pour plus de 130 000 euros, à sa propre société, Médiascop, révèle Mediapart, information reprise dans un article du Point. Le premier chèque de 64 119,61 euros a été honoré par la banque, mais le virement suivant a été bloqué. Selon Mediapart : « Via sa société Mediascop, dont elle est l’unique actionnaire, la consultante Sophia Chikirou donnait des conseils à la présidente Sophia Chikirou ». Des salariés anonymes du Média accusent Sophia Chikirou de facturer des « prestations sans réalité », et la nouvelle direction du Média, composée de Gérard Miller, Henri Poulain et Aude Lancelin, lui reproche de s’être rémunérée, alors qu’elle se présentait comme bénévole. Face aux accusations de malversation, Sophia Chikirou se défend en affirmant qu'elle était bénévole, en tant que présidente du Média, mais rémunérée comme conseil en stratégie. Elle affirme que les accusations contre elle sont de la « calomnie pure » et annonce porter l'affaire devant le tribunal de grande instance et demander un audit pour prouver sa bonne gestion,. Selon Le Monde, un accord entre Le Média et Sophia Chikirou annule sa réclamation concernant le paiement de la deuxième facture, en échange de l’absence de contestation de la première.
Selon Mediapart et Radio France, la direction du Média a déposé le 25 octobre 2018 deux plaintes contre X pour vol de matériel et de documents administratifs et financiers au sein de ses locaux, à Montreuil. D'après Mediapart, « même s'il s’agit de deux plaintes contre X, les éléments du dossier visent Sophia Chikirou »,,.  

### Mediascop
En 2017, la société Mediascop, dirigée par Sophia Chikirou est prestataire de services pour la communication de l'équipe de campagne de Jean-Luc Mélenchon. En 2016, le chiffre d'affaires de Mediascop est de 162 899 euros, avec un bénéfice net de 76 550 euros, soit 47% de marge. Au terme de la campagne, Mediascop reçoit une rémunération de 1 161 768 euros soit 11% du budget total du candidat Jean-Luc Mélenchon . La Commission nationale des comptes de campagne et des financements politiques (CNCCFP) mentionne que 54 600 euros auraient été indûment payés. Bien que la CNCCFP ait validé les comptes de campagne du candidat Jean-Luc Mélenchon, elle fait le 14 mars 2018 un signalement au parquet de Paris. Celui-ci ouvre une enquête préliminaire en avril. En septembre 2018, François Molins, procureur de Paris, indique : « les surfacturations dénoncées tendent à faire sérieusement suspecter l'existence de manœuvres délibérées destinées à tromper l'organe de contrôle aux fins d'obtenir des remboursements sans cause ».
Le 16 octobre 2018, dans le cadre de l'enquête préliminaire sur les comptes de campagne de 2017 du candidat Jean-Luc Mélenchon, une perquisition est menée par l'Office central de lutte contre la corruption et les infractions financières et fiscales, au domicile de Sophia Chikirou.
Le 19 octobre 2018, une investigation de Radio France relève des « facturations étonnamment élevées » de la part de la société Mediascop pour ses prestations lors de la campagne présidentielle de Jean-Luc Mélenchon. Alors que les salaires des membres du staff du candidat se situaient entre 1 500 et 3 000 euros mensuels, Sophia Chikirou facturait 10 000 euros mensuels, en tant que directrice de la communication de la campagne. En plus de ces honoraires, Radio France soutient qu'elle aurait facturé de nombreuses petites prestations à des tarifs plus élevés que la moyenne, portant, sur l'ensemble des huit mois de campagne, sa facturation mensuelle autour de 15 000 euros. Son avocat, David Marais, affirme que «toutes les accusations portées contre Mediascop et Madame Chikirou sont fausses».
Le 19 octobre, elle est interrogée, dans le cadre d'une audition libre, par les enquêteurs, pour « escroquerie, abus de confiance, infraction à la législation des campagnes électorales et travail dissimulé ». En réaction, Jean-Luc Mélenchon apporte une « confiance totale » à Sophia Chikirou. Il considère Mediascop comme une « petite boîte de communication, mais la plus talentueuse » et indique : « Il n’y a aucun mystère dans les activités de Mme Chikirou à notre service. Nous avons choisi la personne la plus compétente, la plus brillante ».
Le 23 octobre 2018, Sophia Chikirou se défend sur BFM-TV lors d'une interview : « il n'y a pas eu de surfacturation, Mediascop n’a pas surfacturé, il n’y a pas d’enrichissement personnel, il n’y a pas eu de détournement de fonds publics ». Cependant, la cellule investigation de Radio France maintient ses affirmations de surfacturation.
En août 2022, elle est convoquée en vue d’une possible mise en examen mais le rendez-vous est déplacé par la défense pour des raisons d’agenda.
Un rapport d’expertise rendu aux juges d’instruction conclut que la rentabilité de la société Mediascop a bénéficié de façon exagérée de la campagne présidentielle de 2017, en livrant des prestations de communication d’un montant total de 1 161 000 € à l’association de financement de la campagne de Jean-Luc Mélenchon. Sophia Chikirou s'est versée plus de 135 000 € de salaires et dividendes. Bercy mentionne aussi que Sophia Chikirou a perçu 28 200 € de Jean-Luc Mélenchon, et a déposé 17 850 € en espèces sur son compte bancaire,,.
Le 24 septembre 2024, elle est mise en examen pour « escroquerie aggravée » et « abus de biens sociaux ». LFI dénonce un « acharnement judiciaire et médiatique insupportable »,.

## Synthèse des résultats électoraux

### Élections législatives
| Année | Parti  | Parti | Circonscription | 1er tour | 1er tour | 1er tour | 2d tour | 2d tour | 2d tour | Issue |
| Année | Parti  | Parti | Circonscription | Voix     | %        | Rang     | Voix    | %       | Rang    | Issue |
| ----- | ------ | ----- | --------------- | -------- | -------- | -------- | ------- | ------- | ------- | ----- |
| 2022  |        | LFI   | 6e de Paris     | 24 155   | 53,74    | 1re      |         |         |         | Élue  |
| 2024  | 34 329 | LFI   | 6e de Paris     | 58,19    | 1re      |          |         |         | Élue    |       |

## Vie privée
En octobre 2018, Mediapart écrit que Jean-Luc Mélenchon entretiendrait « une relation extra-professionnelle » avec elle. Elle se trouve en effet chez celui-ci, au moment d'une perquisition policière le 16 octobre 2018 à 7 h. Celui-ci réagit en parlant « d'agression et d'ignominie » pour qualifier les révélations de Mediapart. Il déclare également : « Elle n'est pas ma compagne. » De son côté, Sophia Chikirou avait démenti des rumeurs d'une telle relation en avril 2017. Jean-Luc Mélenchon précise ensuite qu'elle n'est pas sa compagne, « au sens fiscal du terme ». Il déclare, en effet, un statut civil de « célibataire » aux impôts.
Le 7 décembre 2018, Le Point indique que Jean-Luc Mélenchon l'aurait présentée comme sa compagne, lors d'un dîner avec des amis, dès 2011. À la suite de la publication par Closer de sa liaison avec Sophia Chikirou, Jean-Luc Mélenchon demande en référé le versement de dommages et intérêts de la part de Mondadori, qui édite l’hebdomadaire. En août 2019, il est débouté de sa demande et condamné à verser 2 500 euros pour frais de procédure.
En 2023, Le Figaro évoque « un couple politique et conjugal ».

## Publication
Ma France laïque, Paris, Éditions de La Martinière, 2007, 230 p. (ISBN 978-2-84675-202-2)

## Filmographie
Lawfare : le cas Mélenchon (documentaire), coréalisé avec Jean-Marie Vaude, 2019.